# Голицын, Василий Дмитриевич

Вся семья В.Д.Голицына

Князь Василий Дмитриевич Голицын (1857—1926) — черниговский губернский предводитель дворянства в 1905—1908 гг., музейный работник из рода Голицыных, последний директор Румянцевского музея (1910—1921).

## Биография
Сын действительного статского советника Дмитрия Михайловича Голицына и жены его фрейлины Зинаиды Васильевны, чей отец В. Н. Ладомирский владел подмосковным Братцево. Правнук князя Н. А. Голицына, строителя усадеб Никольское-Урюпино и Архангельское.
По окончании Пажеского корпуса в 1877 году, произведён был из камер-пажей в корнеты лейб-гвардии Казачьего полка. Участвовал в русско-турецкой войне в качестве адъютанта генерала Гурко и был награждён орденами св. Анны 4-й степени с надписью «за храбрость» и св. Станислава 3-й степени с мечами и бантом. 
В 1883 году в чине поручика состоял адъютантом у Варшавского генерал-губернатора.
В 1885 году по семейным обстоятельствам вышел в отставку в чине подполковника. В 1896 году был избран Новгород-Северским уездным, а в 1905 году — Черниговским губернским предводителем дворянства, в каковой должности пробыл одно трехлетие. Кроме того, состоял почётным мировым судьей, почётным попечителем Новгород-Северской гимназии и почётным председателем Новгород-Северского сельскохозяйственного общества. В Москве основал Общество взаимопомощи ремесленников и устройства мастерских.
В 1908 году был пожалован в должность шталмейстера, а в 1910 году — назначен директором Московского публичного и Румянцевского музеев. 
При нём в 1913 году впервые библиотека Румянцевского музея начала получать казённое финансирование на комплектование фондов. При князе Голицыне были построены: новая картинная галерея с Ивановским залом, новое книгохранилище, читальный зал на 300 мест. В связи с возвращением из Исторического музея рукописей Л. Н. Толстого был построен Кабинет Толстого. По инициативе Василия Дмитриевича в 1913 году было создано «Общество друзей Румянцевского музея». Дослужился до чина действительного статского советника (1913). Состоял почётным членом Русского библиографического общества, Тульской губернской архивной комиссии и Псковской губернской архивной комиссии.
После Октябрьской революции Голицын оставался на посту директора музея, направлял своих сотрудников по стране с целью спасения региональных собраний. 
В 1918 году его пригласили для работы в Музейно-бытовую комиссию Моссовета, занимавшейся обследованием усадеб, личных коллекций, библиотек и выдачей охранных грамот их владельцам. В тот же год вышло новое Положение о Румянцевском музее и В. Д. Голицын стал председателем Комитета служащих.
10 марта 1921 года был арестован, но вскоре отпущен без предъявления обвинения. 
С мая 1921 года был заведующим художественным отделом Государственного Румянцевского музея, потом Государственной библиотеки СССР им. В. И. Ленина. 
Скончался в 1926 году в Москве.

## Семья

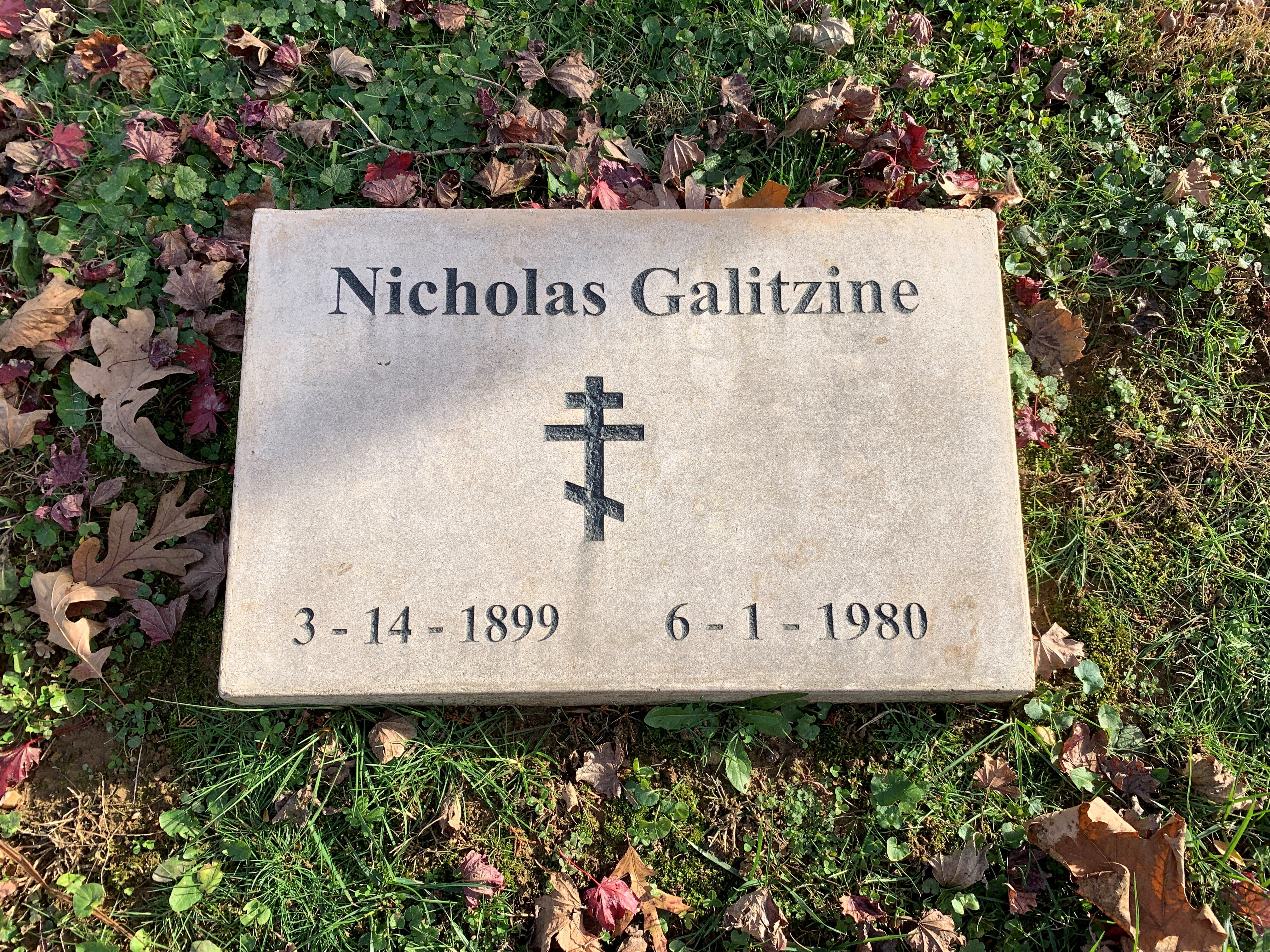
Могильная табличка Н. В. Голицына на вашингтонском кладбище Рок-Крик.

Со 2 июня 1880 года был женат на графине Прасковье Михайловне Толстой (1858—1918), дочери историка графа М. В. Толстого. Дети:
- Зинаида (1881—1928, Париж);
- Михаил (1882—1939), служил в Красной Армии, расстрелян;
- Дмитрий (1886—1951);
- Мария (1894—1943);
- Николай (1899—1980, Вашингтон).

## Награды
- Орден Святой Анны 4-й ст. с надписью «за храбрость»;
- Орден Святого Станислава 3-й ст. с мечами и бантом;
- Орден Святой Анны 2-й ст. (1903);
- Орден Святого Станислава 2-й ст.;
- Орден Святого Владимира 3-й ст. (1906);
- Орден Святого Станислава 1-й ст. (1914).

Иностранные:
- румынский Железный крест.